# Anicet Adolf
Anicet Adolf FSC, Manuel Seco Gutiérrez (ur. 4 października 1912 w Celada Marlantes, zm. 9 października 1934 w Turón; Asturia) – święty Kościoła katolickiego, hiszpański zakonnik, ofiara prześladowań religijnych poprzedzających wybuch hiszpańskiej wojny domowej.
Wychowywany był przez owdowiałego ojca i tak jak dwaj jego bracia wstąpił do zakonu lasalianów, gdzie przyjął imiona Anicet Adolf. Pierwsze śluby zakonne złożył 2 lutego 1930 roku. W 1933 roku uzyskał uprawnienia nauczycielskie i podjął pracę w Valladolid. Przeniesiony został później do kolegium Zgromadzenia Braci Szkół Chrześcijańskich pod wezwaniem Matki Bożej z Covadonga w Turónie.
5 października 1934 roku razem z grupą ośmiu towarzyszy został uwięziony. Przetrzymywani w „domu ludowym” zostali wkrótce rozstrzelani na podstawie wyroku wydanego przez komitet rewolucyjny. Zapamiętany został z pogody ducha zachowanej w obliczu śmierci. Był najmłodszym z zamordowanych braci. W chwili śmierci miał ukończone 22 lata.
Br. Anicet Adolf beatyfikowany został przez papieża Jana Pawła II 29 kwietnia 1990 r., a kanonizacja odbyła się 21 listopada 1999 r. w  bazylice św. Piotra na Watykanie.
Dniem w którym wspominany jest w Kościele katolickim jest dzienna rocznica śmierci 9 października.